# Каинский уезд
Каинский уезд (Каинский округ) — административно-территориальная единица в составе Тобольского наместничества, Томской и Ново-Николаевской губерний, существовавшая в 1782—1925 годах. Уездный город — Каинск.

## История
Каинский уезд был образован в 1782 году в составе Томской области Тобольского наместничества. С 1804 года Каинский уезд стал входить в Томскую губернию. В 1822 году уезд был преобразован в округ, но с 1898 года вновь стал уездом.
Волости
| Волость                                | Волостной центр         | Год упоминания в литературе |
| -------------------------------------- | ----------------------- | --------------------------- |
| Верхне-Каинская (Верхнекаинская)       | село Осиновское         | 1899, 1913                  |
| Верхне-Майзасская (Верхнемайзасская)   | село Верхне-Майзасское  | 1913                        |
| Верхне-Омская (Верхнеомская)           | село Камышевское        | 1899, 1913                  |
| Верхне-Тарская (Верхнетарская)         | село Верхне-Кулябинское | 1913                        |
| Вознесенская                           | село Вознесенское       | 1899, 1913                  |
| Иткульская                             | село Иткуль             | 1899, 1913                  |
| Казанская                              | село Зюзинское          | 1899, 1913                  |
| Казаткульская                          | село Казаткуль          | 1899, 1913                  |
| Каминская                              | село Кама               | 1913                        |
| Карачинская                            | село Покровское         | 1913                        |
| Каргатская                             | село, город Каргат      | 1899, 1913                  |
| Купинская                              | село Купино             | 1913                        |
| Кыштовская                             | село Кыштовское         | 1899, 1913                  |
| Меньщиковская                          | село Меньщиковское      | 1913                        |
| Нижне-Каинская (Нижнекаинская)         | село Булатовcкое        | 1899, 1913                  |
| Покровская                             | село Покровское         | 1899, 1913                  |
| Таскаевская                            | село Таскаевское        | 1913                        |
| Убинская                               | село Убинское           | 1899, 1913                  |
| Усть-Тартасская (Устьтартасская)       | село Спасское           | 1899, 1913                  |
| Чекинская                              | село Бочкарёвское       | 1913, 1918                  |
| Чулымская                              | село Чулым              | 1899, 1913                  |
| Шипицынская (Шипицинская, Щипицынская) | село Шипицынское        | 1899, 1913                  |
| Юдинская                               | село Юдино              | 1899, 1913                  |

В 1919 году Каинский уезд был переименован в Барабинский уезд.
1 (14) января 1918 года 20 волостей Каинского уезда были включены в состав новообразованного Татарского уезда Акмолинской области.
13 февраля 1921 г. в состав вновь созданной Новониколаевской губернии передаются Каинский и Новониколаевский уезды.
В 1925 году, в ходе очередного реформирования административной системы Сибири Сибревкомом, Каинский и другие уезды (а заодно и сами все сибирские губернии) были упразднены. Территории бывшего Каинского уезда вошли в состав Барабинского округа Сибирского края. С 1921 года в уездах создавались райкомы РКП(б), главные органы по осуществлению диктатуры победившей партии, и они же определяли советское государственное строительство. Райкомы имели статус территориальных организаций, при этом территория райкома могла включать в себя одну или несколько волостей, укрупнённую волость (объединение волостей в период после января 1920 года) или даже небольшой уезд. При мощной реорганизации административной системы и территориального деления 1925 года территории юрисдикции райкомов РКП(б) (бывшие волости, укрупнённые волости) стали преобразовываться в районы.
(Более полный список волостей уезда в начале XX века: Волости Томской губернии (Каинский уезд))

## Население
По данным переписи 1897 года в уезде проживало 187 147 человек. В том числе русские — 83,9 %; украинцы — 5,8 %; татары — 3,1 %; казахи — 2,4 %; евреи — 1,2 %; поляки — 1,0 %. В уездном городе Каинске проживало 5884 чел.

## Личности
- Лигачёв, Егор Кузьмич (1920—2021), один из руководителей КПСС и СССР в 1980-х, бывший первый секретарь Томского обкома КПСС (1960-е — 1980-е), один из организаторов строительства Новосибирского Академгородка и первый руководитель Советского райкома партии, созданного на основе этого Академгородка (1950-е). Дважды награждён орденом Ленина.